# Estudios Bíblicos (revista)
Estudios Bíblicos es una revista cuatrimestral editada por la Universidad Eclesiástica San Dámaso (UESD) en colaboración con la Asociación Bíblica Española (ABE). Está dedicada a la investigación de la Biblia y los campos cercanos a ella (Teología, Historia, Filología, Arqueología, etc.). Fue fundada en 1929, y debido a la guerra civil española se dejó de editar durante cuatro años (1936-1940).
En 1941 se retomó su publicación por parte del Consejo Superior de Investigaciones Científicas (CSIC), hasta 1987. A partir del año 1988 la Universidad Eclesiástica San Dámaso edita la revista, siempre en colaboración con la Asociación Bíblica Española.
Estudios Bíblicos emplea el sistema de evaluación peer review o de revisión por pares. En la revista se publican trabajos en español, inglés, francés, alemán, italiano y portugués.

## Impacto
Estudios Bíblicos está clasificada en las principales bases de datos bibliográficos, como Scimago, Dialnet o Clasificación Integrada de Revistas Científicas.